# День ветеранов (США)
День ветера́нов (англ. Veterans Day) — национальный праздник США, отмечаемый ежегодно 11 ноября. Соответствует отмечаемому в других странах Дню памяти и Дню перемирия.

## История возникновения Дня ветеранов
11 ноября 1918 года подписанием Компьенского перемирия завершилась Первая мировая война. С 1919 года ряд американских штатов отмечал годовщину прекращения огня. В 1926 году Конгресс США принял резолюцию, призывавшую все американские штаты отмечать эту дату как дань уважения ветеранам Первой мировой войны, церемония начиналась каждое 11 ноября (11-й месяц), в 11 часов утра, день был назван «День перемирия» (Armistice Day), в память перемирия, наступившего после капитуляции Германии 11 ноября 1918 года. 1 июня 1954 года праздник был переименован в «День ветеранов», и с этого момента посвящался ветеранам всех войн Америки.
«День ветеранов» посвящён всем ныне живущим участникам боевых действий и отличается от «Дня поминовения» (Memorial Day) погибших в войнах, который приходится на май месяц.

## Церемония
Праздник обычно отмечается проведением парадов и встреч ветеранов. Несмотря на государственный статус праздника, в этот день многие школы и предприятия продолжают работу, так как совсем немного времени остаётся до Дня благодарения.
В 2020 году, когда США испытывали ограничения для массовых мероприятий вследстие пандемии коронавируса, многие церемонии можно было лишь посмотреть через телевидение, например, в прямом эфире транслировалась церемония отдания почестей погибшим солдатам, чьи останки не были найдены, с «Могилы неизвестного солдата» на Арлингтонском национальном кладбище.